# Mihailovca (Cimișlia)
Mihailovca è un comune della Moldavia situato nel distretto di Cimișlia di 3.371 abitanti al censimento del 2004